# Niki (luchtvaartmaatschappij)
Niki was een Oostenrijkse reguliere internationale passagiersluchtvaartmaatschappij, met als thuishaven de luchthaven Wenen.

## Geschiedenis
Niki Lauda, ex-Formule-1-coureur, nam ontslag als CEO van Lauda Air na een lange tijd van onenigheid met Austrian Airlines die op dat moment de grootste aandeelhouder waren. Zij waren niet tevreden hoe hij de luchtvaartmaatschappij leidde en na een audit kwamen er ook financiële wantoestanden aan het licht waarna hij uiteindelijk opstapte. Hij kocht het toenmalige Aero Lloyd Austria op in 2003. De luchtvaartmaatschappij begon op 28 november 2003 met het leveren van diensten onder de naam Niki. Op 9 januari 2004 kondigde Niki een samenwerkingsverband met Air Berlin aan. De twee luchtvaartmaatschappijen zagen elkaar als de 'lage vervoersprijzen alliantie'. Air Berlin bezat 24% van de aandelen in Niki. Niki Lauda behield de overige aandelen.

### Ondergang Air Berlin
Na de ondergang van Air Berlin, kon dochterbedrijf Niki tot medio december 2017 in de lucht blijven. Lufthansa zou de maatschappij overnemen, maar dat werd niet gedoogd door de Europese Commissie die bang was dat Lufthansa te groot zou worden.
Na de mislukte overnamepogingen door Lufthansa werd op 29 december 2017 bekendgemaakt dat de Europese luchtvaartmaatschappij IAG Vueling Niki voor 36,5 miljoen euro zou overnemen. IAG nam 15 van de 21 geleasede toestellen over, plus de landingsrechten in Wenen, Düsseldorf, München, Palma en Zürich. Daartoe zou een dochteronderneming in Oostenrijk worden opgericht, met als basis Wenen. Van de 1000 medewerkers van Niki in Oostenrijk zouden ruim 740 overgaan naar de nieuwe onderneming. De Europese en Oostenrijkse mededinging-autoriteiten werd om toestemming gevraagd. Voor de overname van Niki toonden ook het Duitse Thomas-Cook/Condor en de oprichter van de luchtvaartmaatschappij Niki Lauda belangstelling.
Op 2 januari 2018 maakte IAG bekend dat het alleen de waarde van het bedrijf had overgenomen; de landingsrechten, bemanningen en toestellen zouden in maart van dat jaar worden overgeheveld naar de Spaanse lowcost luchtvaartmaatschappij Vueling. De 400.000 verkochte tickets vervielen en verloren hiermee hun waarde.
Op 23 januari werd echter bekend dat Niki verkocht werd aan Laudamotion; een vliegmaatschappij bestuurd door Niki Lauda. Hierdoor verviel de eerder gesloten overeenkomst met IAG.

## Diensten
Niki voerde (juli 2007) lijnvluchten uit naar:
- Corfu, Frankfurt am Main, Funchal, Graz, Iraklion, Ibiza, Kos, Lanzarote, Las Palmas, Linz, Málaga, Moskou, Palma, Parijs, Rhodos, Rome, Salzburg, Samos, Stockholm, Tenerife, Thessaloniki, Wenen, Zakynthos, Zürich.

## Luchtvloot

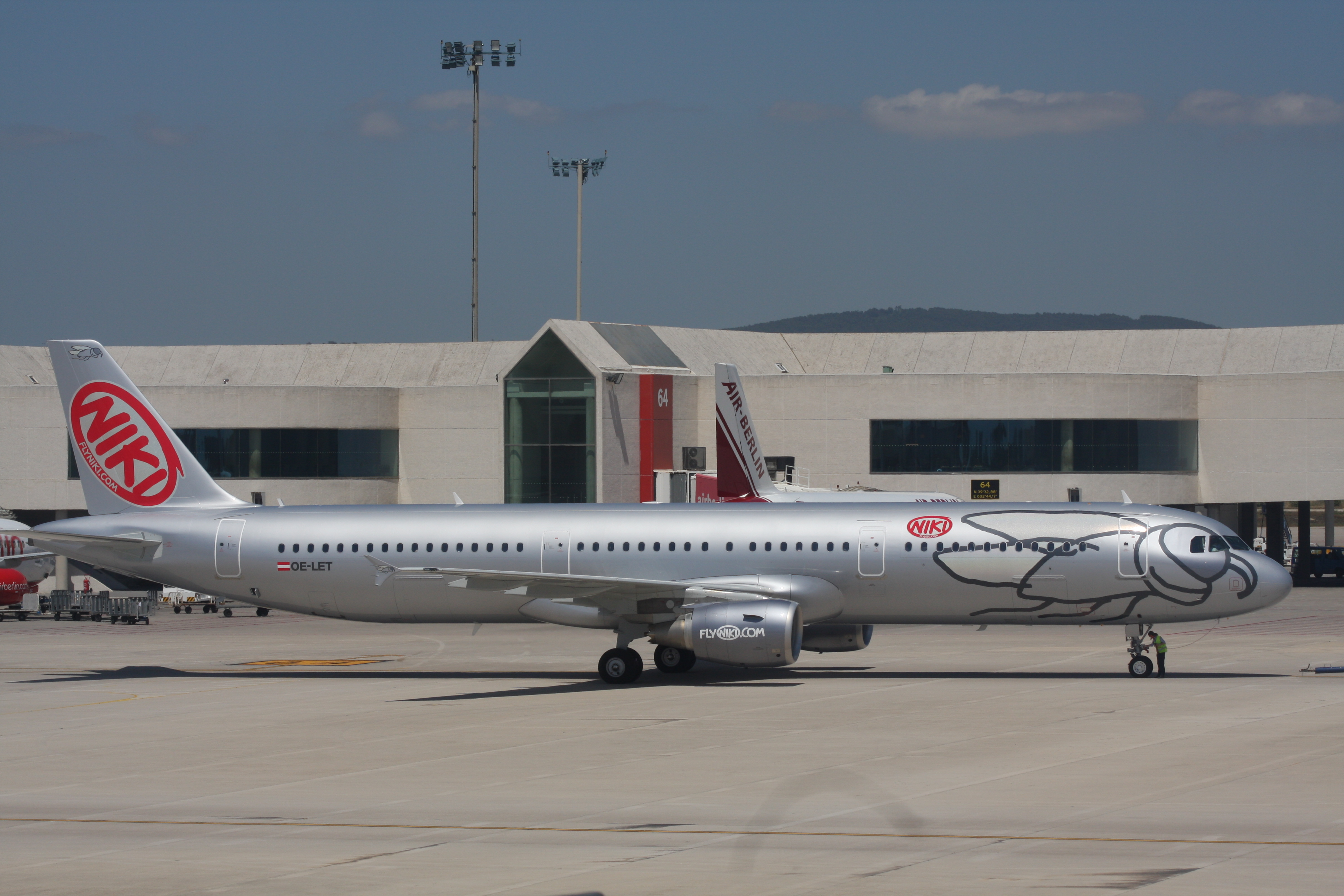
Airbus A321

De luchtvloot van Niki bestond in december 2017 uit 32 toestellen met een gemiddelde leeftijd van 9,1 jaar.
| vliegtuigtype   | actief | besteld | opmerkingen                         |
| --------------- | ------ | ------- | ----------------------------------- |
| Airbus A320-200 | 10     |         | 6 inactief                          |
| Airbus A321-200 | 14     |         | 1 inactief                          |
| Boeing 737-700  | 01     |         | In gebruik bij TUIfly; met Winglets |
| Boeing 737-800  | 07     |         | In gebruik bij TUIfly; met Winglets |
| Totaal          | 32     | –       |                                     |